# أندرس هالد
أندرس هالد (بالإنجليزية: Anders Hald)‏ هو رياضياتي ومؤرخ أمريكي، ولد في 3 يوليو 1913، وتوفي في 11 نوفمبر 2007.